# Liste des communes de la région de l'Extrême-Nord au Cameroun
Liste des communes de la région de l'Extrême-Nord au Cameroun par départements : 47

## Diamaré
Le département du Diamaré est découpé en 9 communes :
- Bogo
- Dargala
- Gazawa
- Maroua Ier
- Maroua IIe
- Maroua IIIe
- Meri
- Ndoukoula
- Petté

## Logone-et-Chari
Le département du Logone-et-Chari est découpé en 10 communes :
- Blangoua
- Darak
- Fotokol
- Goulfey
- Hile-Alifa
- Kousseri
- Logone-Birni
- Makary
- Waza
- Zina

## Mayo-Danay
Le département du Mayo-Danay est découpé en 11 communes :
- Datcheka
- Gobo
- Guémé
- Guéré
- Kai-Kai
- Kalfou
- Kar-Hay
- Maga
- Tchati-Bali
- Wina
- Yagoua

## Mayo-Kani
Le département du Mayo-Kani est découpé en 7 communes :
- Dziguilao
- Guidiguis
- Kaélé
- Mindif
- Moulvoudaye
- Moutourwa
- Touloum

## Mayo-Sava
Le département du Mayo-Sava est découpé en 3 communes :
- Kolofata
- Mora
- Tokombéré

## Mayo-Tsanaga
Le département du Mayo-Tsanaga est découpé en 7 communes :
- Bourha
- Hina
- Koza
- Mogodé
- Mokolo
- Mozogo
- Soulédé-Roua